# Плоский (Липецкая область)
Плоский — поселок Малинковского сельсовета Данковского района Липецкой области.

## География
Через посёлок находится на реке, на его территории имеется пруд, южнее — большой лесной массив.
На востоке от Плоского протекает река, впадающая в реку Вязовня.

## Население
| 2010 |
| ---- |
| 45   |